# Orthostichella pachygastrella
Orthostichella pachygastrella là một loài Rêu trong họ Meteoriaceae. Loài này được (Müll. Hal. ex Ångström) B.H. Allen & Magill mô tả khoa học đầu tiên năm 2007.